# خیزآب

آب‌گرفتگي ناشي از خيزاب

خیزاب یا خیزآب (به انگلیسی: Storm Surge) عبارتست از بالا آمدن سطح دریا ناشی از کاهش فشار هوا و وزش توفان.
به طور کلی، نوسانات سطح آب دریاها ناشی از اثر پدیده‌های هواشناسی، مانند تغییرات فشار هوا در اثر گذر توده‌های هوای کم یا پرفشار و نیز عبور یک میدان باد می‌باشد. معمولاً، واژه خیزآب هنگامی بکار می‌رود که افزایش غیرطبیعی تراز آب دریا ناشی از گذر یک توفان سهمگین، رخ داده باشد و باعث آب‌گرفتگی ساحل گردد.